# Гажлин
Гажлин (словац. Hažlín) — село в Словаччині, Бардіївському окрузі Пряшівського краю. Розташоване в північно-східній частині Словаччини, у Низьких Бескидах в долині р. Гажлинка.
Вперше згадується у 1414 році.
В селі є римо-католицький костел, первісно готичний, у 1 пол. 17 ст. та після 1752 року перебудований.

## Населення
| Рік:            | 1993 | 2003    | 2013    | 2023    |
| --------------- | ---- | ------- | ------- | ------- |
| Кількість осіб: | 1202 | 1208    | 1151    | 1051    |
| Різниця:        |      | +0,49 % | -4,71 % | -8,68 % |

| Рік:            | 2022 | 2023    |
| --------------- | ---- | ------- |
| Кількість осіб: | 1049 | 1051    |
| Різниця:        |      | +0,19 % |

В селі проживає 1152 осіб.
Національний склад населення (за даними останнього перепису населення — 2001 року):
- словаки — 98,05 %
- українці — 0,89 %
- русини — 0,33 %
- чехи — 0,24 %
- поляки — 0,16 %

Склад населення за приналежністю до релігії станом на 2001 рік:
- римо-католики — 95,20 %,
- греко-католики — 3,09 %,
- православні — 0,49 %,
- протестанти — 0,24 %,
- не вважають себе віруючими або не належать до жодної вищезгаданої церкви — 0,90 %